# Ludność Radomia
- 1564 – 1 800 (szacunkowo na podstawie materiałów z lustracji)
- 1629 – 840 (szacunkowo na podstawie materiałów z lustracji)
- 1660 – 395 (szacunkowo na podstawie materiałów z lustracji)
- 1765 – 1 370 (szacunkowo na podstawie materiałów z lustracji)
- 1811 – 2 550 (na podstawie przeprowadzonego spisu)
- 1820 – 3 869
- 1827 – 4 302
- 1857 – 7 962
- 1880 – 15 599 (w tym 1 897 Żydów)
- 1893 – 24 961
- 1897 – 26 906
- 1906 – 42 476
- 1910 – 48 934
- 1921 – 61 599 (spis powszechny)
- 1931 – 77 921 (w tym 9 847 Żydów)
- 1938 – 90 059
- 1939 – 95 590 (w tym 12 476 Żydów)
- 1944 – 53 998
- 1946 – 69 455 (spis statystyczny)
- 1950 – 80 298 lub wedle innych danych opartych także na materiałach GUS 84 429 (spis powszechny)
- 1955 – 118 120 lub wedle innych danych 116 647 (po poszerzeniu granic miasta i wchłonięciu ludności w liczbie: 13 545)
- 1958 – 127 092
- 1960 – 130 116 (spis powszechny)
- 1961 – 134 900
- 1962 – 137 500
- 1963 – 139 700
- 1964 – 142 100
- 1965 – 143 814
- 1966 – 146 000
- 1967 – 151 400
- 1968 – 153 400
- 1969 – 155 700
- 1970 – 159 480 (spis powszechny)
- 1971 – 161 239
- 1972 – 164 600
- 1973 – 166 900
- 1974 – 169 958
- 1975 – 175 274
- 1976 – 179 800
- 1977 – 183 600
- 1978 – 184 000 (spis powszechny)
- 1979 – 187 600
- 1980 – 191 053
- 1981 – 194 381
- 1982 – 198 015
- 1983 – 201 012
- 1984 – 213 543
- 1985 – 216 461
- 1986 – 219 135
- 1987 – 221 759
- 1988 – 223 920 (spis powszechny)
- 1989 – 226 317
- 1990 – 228 487
- 1991 – 229 646
- 1992 – 230 374
- 1993 – 231 626
- 1994 – 232 286
- 1995 – 232 649
- 1996 – 232 823
- 1997 – 232 636
- 1998 – 232 262
- 1999 – 230 704
- 2000 – 230 492
- 2001 – 229 987
- 2002 – 229 081 (spis powszechny)
- 2003 – 228 290
- 2004 – 227 613
- 2005 – 227 018
- 2006 – 225 810
- 2007 – 224 857
- 2008 – 224 226
- 2009 – 223 397
- 2010 – 221 658
- 2011 – 220 602 (spis powszechny)
- 2012 – 219 703
- 2013 – 218 466
- 2014 – 217 201
- 2015 – 216 159
- 2017 – 215 020
- 2018 – 214 566
- 2019 – 213 029

## Powierzchnia Radomia
- 1995 – 111,71 km²
- 2006 – 111,80 km²